# Relaciones Corea del Norte-Rusia
Las relaciones políticas Corea del Norte-Rusia son las relaciones bilaterales que tienen estos dos países entre sí.
La embajada norcoreana se encuentra en Moscú, mientras que la embajada rusa se localiza en Pionyang. Además, estos dos países comparten un pequeño tramo de frontera, donde se encuentra un puente que conecta las redes ferroviarias de Rusia y Corea del Norte.
Kim Jong-un le ha suministrado a la Federación Rusa varias tecnologías armamentísticas, esto se debe a la Guerra de Ucrania. De hecho, Corea del Norte es uno de los principales aliados de Rusia en la campaña.

## Historia

### Unión Soviética

#### Guerra de Corea (1950-1953)
Tras el estallido de la Guerra de Corea, la Unión Soviética y China apoyaron a Corea del Norte, mientras que Corea del Sur se alió con Estados Unidos y algunos países de Occidente. Durante esos años, Stalin suministraba armamento de gran calibre a los norcoreanos, aparte, el líder Kim Il-sung mantuvo contacto con el líder ruso durante esos años de gran violencia.
Tras un alto al fuego de los dos bandos confrontados, se formó el paralelo 38, que separaba a Corea del Sur y Corea del Norte. Más tarde, Corea del Norte no mantuvo más relaciones diplomáticas con Rusia, tan solo China se mantuvo amigable con el país ermitaño durante el resto de la Guerra Fría.

### Acercamiento tras la invasión rusa de Ucrania
Corea del Norte y la invasión rusa de Ucrania se refiere al papel que desempeña Corea del Norte en la guerra entre Rusia y Ucrania. En 2022 al inicio de la invasión rusa de Ucrania, Corea del Norte fue uno de los cinco países que votaron en contra de una resolución de las Naciones Unidas que condenaba la invasión. El mismo año Corea del Norte se convirtió en el tercer país (el segundo es Siria) en reconocer la independencia de los estados separatistas de las Repúblicas Populares de Donetsk y Lugansk en el este de Ucrania. En respuesta al reconocimiento, Ucrania puso fin a sus relaciones diplomáticas con Corea del Norte.
En septiembre de 2023, Kim Jong-un visitó Rusia en su primer viaje al extranjero desde 2019 (también a Rusia). La reunión duró más de cuatro horas en el cosmódromo Vostochni y se describió como la base de cómo se están alineando los intereses de los dos países. Durante la reunión, Kim volvió a dar su apoyo a la «lucha sagrada» de Rusia contra Occidente, expresando su «...apoyo a todas las medidas tomadas por el gobierno ruso, y [aprovecha] nuevamente esta oportunidad para afirmar que [él] ] siempre estará con Rusia». Cuando se le preguntó si Rusia ayudaría a Corea del Norte a construir satélites, presumiblemente a cambio de municiones, Putin dijo «por eso [ellos] vinieron aquí».
En junio de 2024, el presidente ruso Vladímir Putin visitó Corea del Norte por primera vez desde 2000, llegó a Pionyang y se reunió con el líder norcoreano Kim Jong Un. Putin expresó su agradecimiento por el apoyo de Corea del Norte a las acciones militares de Rusia en Ucrania y enfatizó su oposición mutua a las ambiciones occidentales, «para obstaculizar el establecimiento de un orden mundial multipolar basado en la justicia, el respeto mutuo de la soberanía y la consideración de los intereses de cada uno». El líder norcoreano Kim Jong Un expresó «pleno apoyo» a la guerra de Rusia en Ucrania y prometió vínculos estratégicos más fuertes con Moscú. La visita generó preocupaciones sobre posibles acuerdos de armas en los que Corea del Norte podría suministrar municiones a Rusia a cambio de ayuda económica y tecnología para mejorar su capacidad nuclear. Putin también discutió el desarrollo de sistemas comerciales y de pago independientes del control occidental y la ampliación de la cooperación en turismo, cultura y educación. La visita incluyó a varios altos funcionarios rusos, y se firmaron una serie de acuerdos incluyendo un «Acuerdo Integral de Asociación Estratégica».

## Relaciones económicas

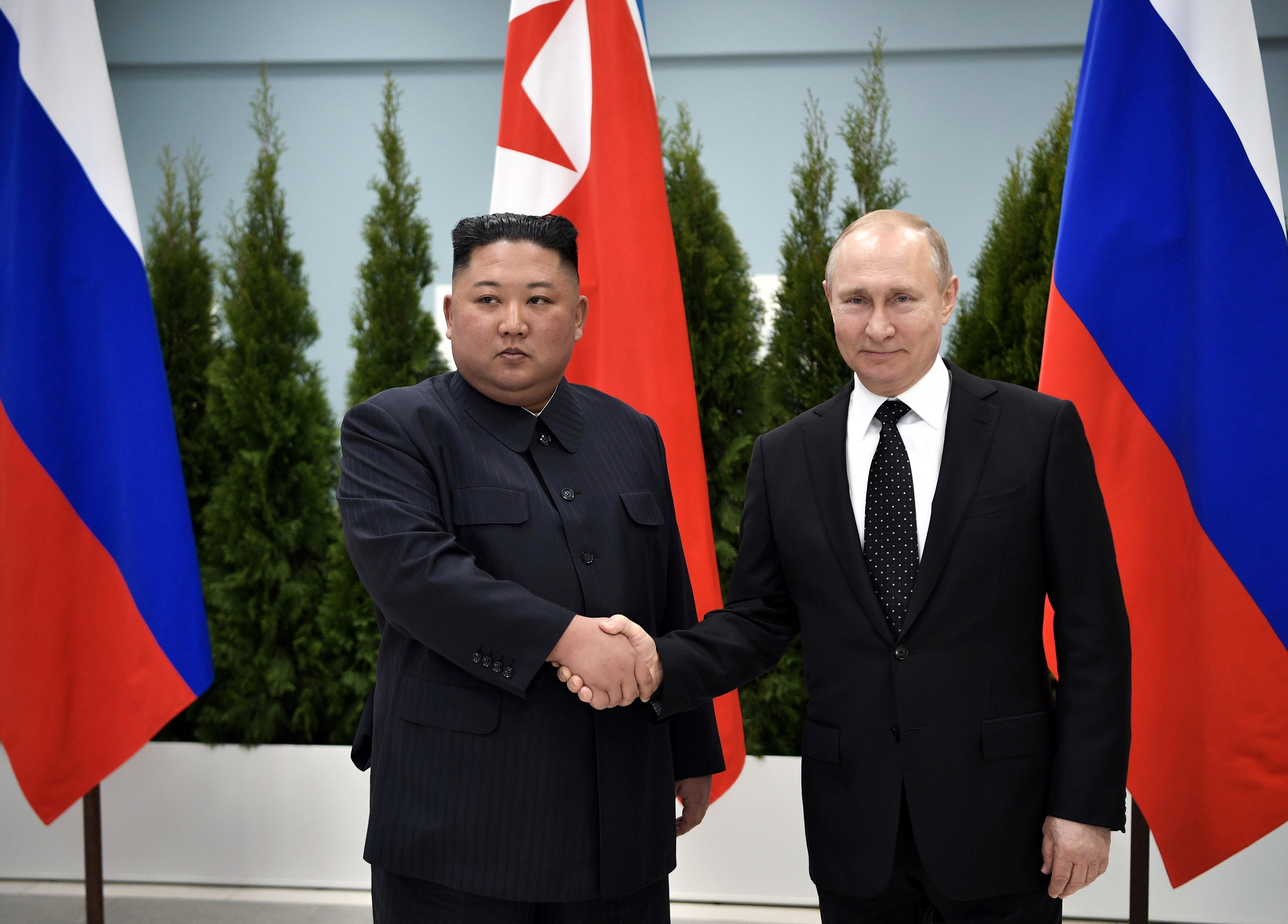
El líder supremo de Corea del Norte, Kim Jong-Un, reuniéndose con el presidente ruso Vladímir Putin en Vladivostok el 25 de abril de 2019.

Según algunos datos del gobierno ruso, Rusia exporta a Corea del Norte entre 200 y 400 toneladas de petróleo crudo al mes. Otro ámbito en el que los dos países establecieron un contacto constante es en el sector de transportes, Rusia y Corea del Norte han plantado una nueva red de ferry que conecta Corea del Norte con el puerto ruso de Vladivostok, además se han mantenido constantes reuniones entre algunas empresas ferroviarias de ambos países, y en conclusión tienen la intención de crear una nueva red ferroviaria entre los dos países.
No solo se ha establecido una relación constante en estos ámbitos, sino que también en el sector laboral y comunitario se han abierto nuevas puertas. Durante los últimos años, numerosos organismos rusos han donado 50.000 toneladas de trigo como ayuda humanitaria para los norcoreanos, aparte, miles de norcoreanos viven en Rusia, por lo que estos forman una pieza muy importante en el aspecto laboral del país.